# نادي غوادالاخارا
نادي غوادالاخارا الرياضي (بالإسبانية: :Club Deportivo Guadalajara)‏ هو نادي كرة قدم مكسيكي احترافي مقره في مدينة غوادالاخارا، خاليسكو. يلقب النادي بتشكاس. يعتبر النادي الأكثر نجاحاً في تاريخ كرة القدم المكسيكية بعد أن فاز 11 مرة ببطولة دوري الدرجة الأولى، 7 مرات بمسابقة بطل الأبطال ومرتين بكأس المكسيك. تأسس الفريق في 8 مايو 1906. ويلعب النادي مبارياته المنزلية على ملعب أومنيلايف في سابوبان الذي يتسع لجلوس 49,850 شخص.

## وصلات خارجية
- موقع نادي غوادالاخارا الرسمي